# Atrium Libertatis

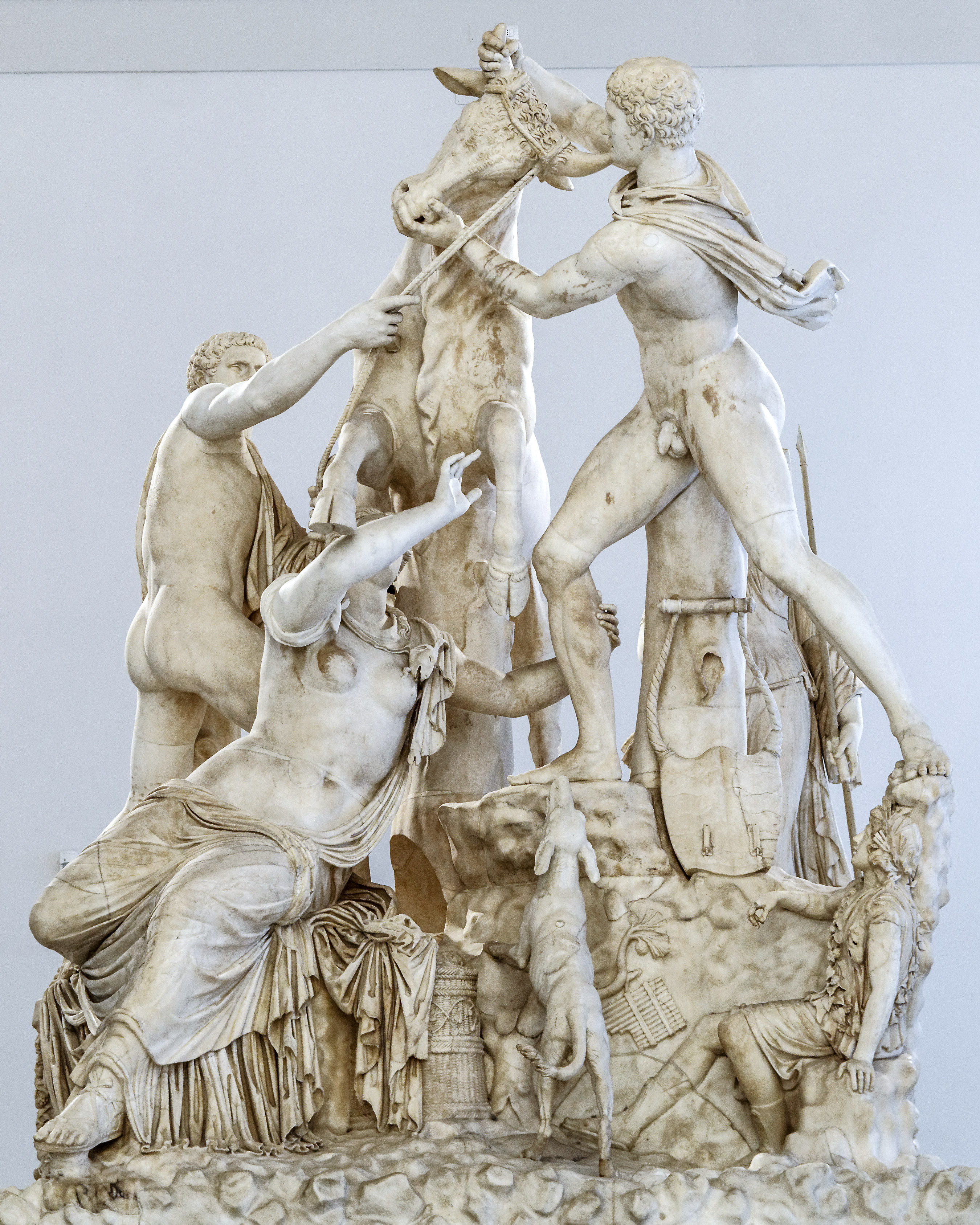
Grupo escultórico del suplicio de Dirce, copia romana cuyo original griego supuestamente estuvo expuesto en las dependencias del Atrium Libertatis. Museo Arqueológico de Nápoles

El Atrium Libertatis (traducido al español: atrio de la libertad) era un monumento de la antigua Roma, sede de los censores y depósito de sus registros y de diversas leyes y documentos inscritos en bronce. Situado entre el Foro Romano y el Campo de Marte. Reconstruido a finales del  siglo  I a. C., se convierte en un centro cultural, incluyendo la primera biblioteca pública de Roma y una basílica. El Atrium Libertatis desaparece durante las grandes obras de nivelación que tuvieron lugar en la construcción del foro de Trajano. Parte de la Basílica Ulpia heredó sus funciones y pudo mantener su nombre en la memoria.

## Localización
El Atrium Libertatis se encontraba en la zona comprendida entre la punta del Quirinal y la ladera de la colina del Arx capitolina, conectada con el Clivus Argentarius, justo a la altura de la Porta Fontinalis. La zona fue posteriormente arrasada y reutilizada por los foros imperiales. Su ubicación fue parcialmente ocupada por un extremo del foro de César al sureste y por el foro de Trajano al noreste. Su localización podría corresponder al ábside sur de la basílica Ulpia.

## Historia

### ElAtriumde los censores
La primera mención del Atrium Libertatis se remonta al año 212 a. C., cuando se utilizó como lugar de detención de los rehenes de turios y de tarentinos durante la segunda guerra púnica. En el 193 a. C., para comodidad de los censores, se construyó un pórtico desde la puerta hasta el Altar de Marte en el Campo de Marte, donde se realizaba el censo. El monumento fue reconstruido y ampliado en el 194 a. C. Alrededor del año 50 a. C., los esclavos de Tito Annio Milón fueron supuestamente torturados en este lugar durante el juicio de su amo.

### ElAtriumde Polión
A partir del año 39 a. C. fue restaurado completamente por Cayo Asinio Polión con el botín de sus campañas en Iliria contra los dálmatas. Las obras del Atrium debieron concluirse en el año 28 a. C. Embelleció el edificio con una amplísima colección de esculturas.

### ElAtriumde la basílica Ulpia
El edificio desapareció a finales del siglo I d. C. o principios del siglo II d. C., demolido junto a otros edificios del entorno durante la construcción del Foro de Trajano. El ábside norte de la basílica de la Ulpia heredó sus funciones, albergando las ceremonias de emancipación de los esclavos y las bibliotecas. Un fragmento del plano de mármol Forma Urbis Severiana que muestra parte de la basílica de Ulpia lleva la palabra LIBERTATIS. Es posible que el arquitecto del foro de Trajano se inspirara en gran medida en la organización arquitectónica del atrio para el diseño de sus planos.

## Funcionalidad

### Oficina de los censores
Originalmente, el Atrium Libertatis contenía parte de los archivos de los censores, documentos oficiales y algunas leyes inscritas en tablillas de bronce. La lista de ciudadanos y los mapas del ager publicus podían consultarse aquí. En la lista de ciudadanos estaban inscritos los nombres de los esclavos que fueron manumitidos y el nombre Libertatis hace referencia a estas ceremonias de emancipación. En circunstancias excepcionales pudo servir como lugar de reunión del Senado.

### Biblioteca pública
Hacia finales del siglo I a. C., Asinio Pollion emprendió la reconstrucción del Atrium Libertatis y lo transformó en un gran complejo que incluía dos bibliotecas, una dedicada a las obras griegas y otra a las latinas y probablemente una basílica, la basílica Asinia. Fue la primera biblioteca pública de Roma, la bibliotheca Asini Pollionis. Las fuentes recuerdan la presencia, en el interior del complejo, de numerosas obras de arte de célebres escultores, algunas de gusto neoático, otras de estilo más "barroco" de las escuelas anatolianas: entre ellas, el grupo escultórico con el Suplicio de Dirce.